# Rivelatore di induttanza cinetica
Un rilevatore di induttanza cinetica (KID, kinetic inductance detector) - noto anche come rivelatore di induttanza cinetica a microonde (MKID) - è un tipo di rilevatore di fotoni a superconduttività, sviluppato per la prima volta dagli scienziati del California Institute of Technology e dal Jet Propulsion Laboratory nel 2003. Questi dispositivi operano a temperature criogeniche, in genere inferiori a 1  K. Sono stati sviluppati per effettuare rilevamenti astronomici ad alta sensibilità ed operare a frequenze che vanno dal lontano infrarosso ai raggi X.

## Principio di funzionamento
I fotoni incidenti su una striscia di materiale superconduttore rompono le coppie di Cooper (un tipo di legame tra elettroni) e creano quasiparticelle in eccesso . L'induttanza cinetica della striscia superconduttiva è inversamente proporzionale alla densità delle coppie di Cooper, e così l'induttanza cinetica aumenta nel momento di assorbimento del fotone. Questa induttanza è combinata con un condensatore per formare un risuonatore a microonde la cui frequenza di risonanza cambia con l'assorbimento dei fotoni. Questa lettura basata sul risuonatore è utile per lo sviluppo di reti di rilevatori di grande formato, poiché ogni KID può essere indirizzato da un singolo tono a microonde e molti rilevamenti possono essere misurati utilizzando un singolo canale a microonde a banda larga, una tecnica nota come multiplexing a divisione di frequenza.

## Applicazioni
I KID sono stati sviluppati per una vasta gamma di applicazioni e strumenti astronomici, quali il rilevamento di lunghezze d'onda millimetrica e submillimetrica presso il Caltech Submillimeter Observatory (CSO), l'Atacama Pathfinder Experiment (APEX) all'osservatorio Llano de Chajnantor, l'osservatorio IRAM Pico Veleta (IRAM 30m). Presso l'osservatorio Palomar sono in fase di sviluppo strumenti per il rilevamento ottico e nel vicino all'infrarosso.
Rivelatori di induttanza a microonde vengono utilizzati per campionare il tempo di arrivo e la lunghezza d'onda di ciascun fotone rilevato dalle telecamera collegate ai telescopi, al fine di differenziare la luce planetaria da eventuali "macchie", la luce diffusa da una stella che potrebbe essere confusa con la presenza di un pianeta.